# Främmande språk
Ett främmande språk är ett språk som en person lärt sig efter sitt modersmål i en annan miljö än den där språket normalt talas, och syftet med att lära sig språket är inte nödvändigtvis att kunna leva i samhällen där språket talas. Ett språk som en person lärt sig efter sitt modersmål i den miljö där språket talas, till exempel vid invandring eller i ett mångspråkigt samhälle, klassificeras som andraspråk.
En person som till exempel har svenska som modersmål (d.v.s. föräldrarna talar svenska i hemmet) anses ha tyska som andraspråk enbart om personen vuxit upp i en tyskspråkig miljö som till exempel Tyskland eller Österrike. Har personen lärt sig tyskans grunder i en icke-tysk miljö, så klassificeras personens tyska som ett främmande språk.
Engelska är idag på väg att bli ett andraspråk i Sverige då språket används alltmer i samhället och inte enbart för kommunikation med människor från andra länder. [källa behövs]
Begreppen främmande språk och andraspråk är alltså inga mått på hur väl man behärskar ett språk. Det finns människor som lär sig ett främmande språk så väl att de kan betraktas som tvåspråkiga, och det finns många invandrare och personer som tillhör språkliga minoriteter som aldrig lär sig behärska sitt andraspråk.